# 164701 Horanyi
164701 Horanyi este o planetă minoră (asteroid) din centura de asteroizi. A fost descoperită pe 7 ianuarie 1998 la Stația Anderson Mesa de Marc Buie⁠(d). 
Obiectul prezintă o orbită caracterizată de o semiaxă mare de 2,3408034900675 UAi, o excentricitate de 0,15479521807254, o înclinație de 1,406356166161 ° în raport cu ecliptica.